# Всеанглийский клуб лаун-тенниса и крокета

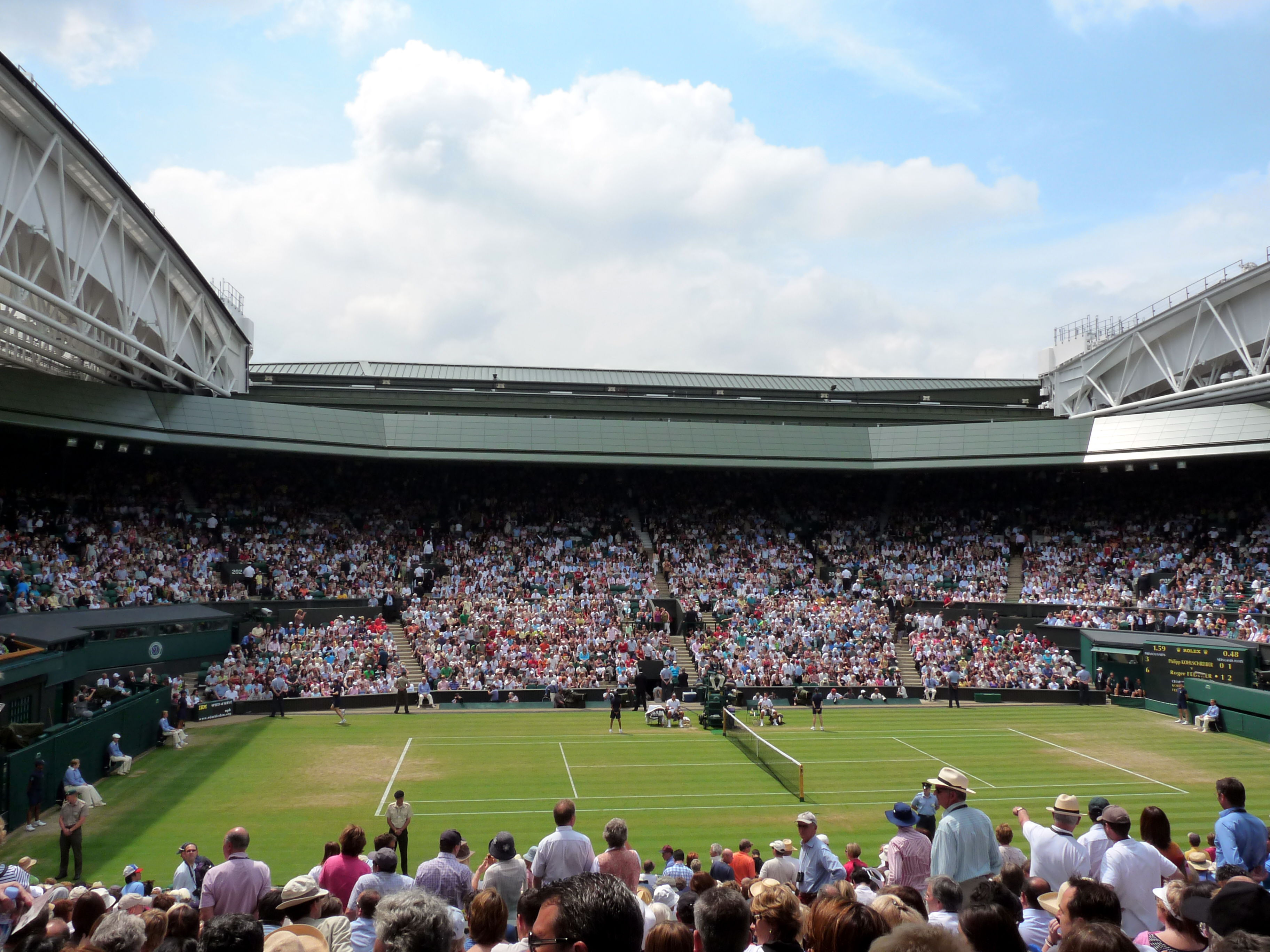
Центральный корт Уимблдонского клуба

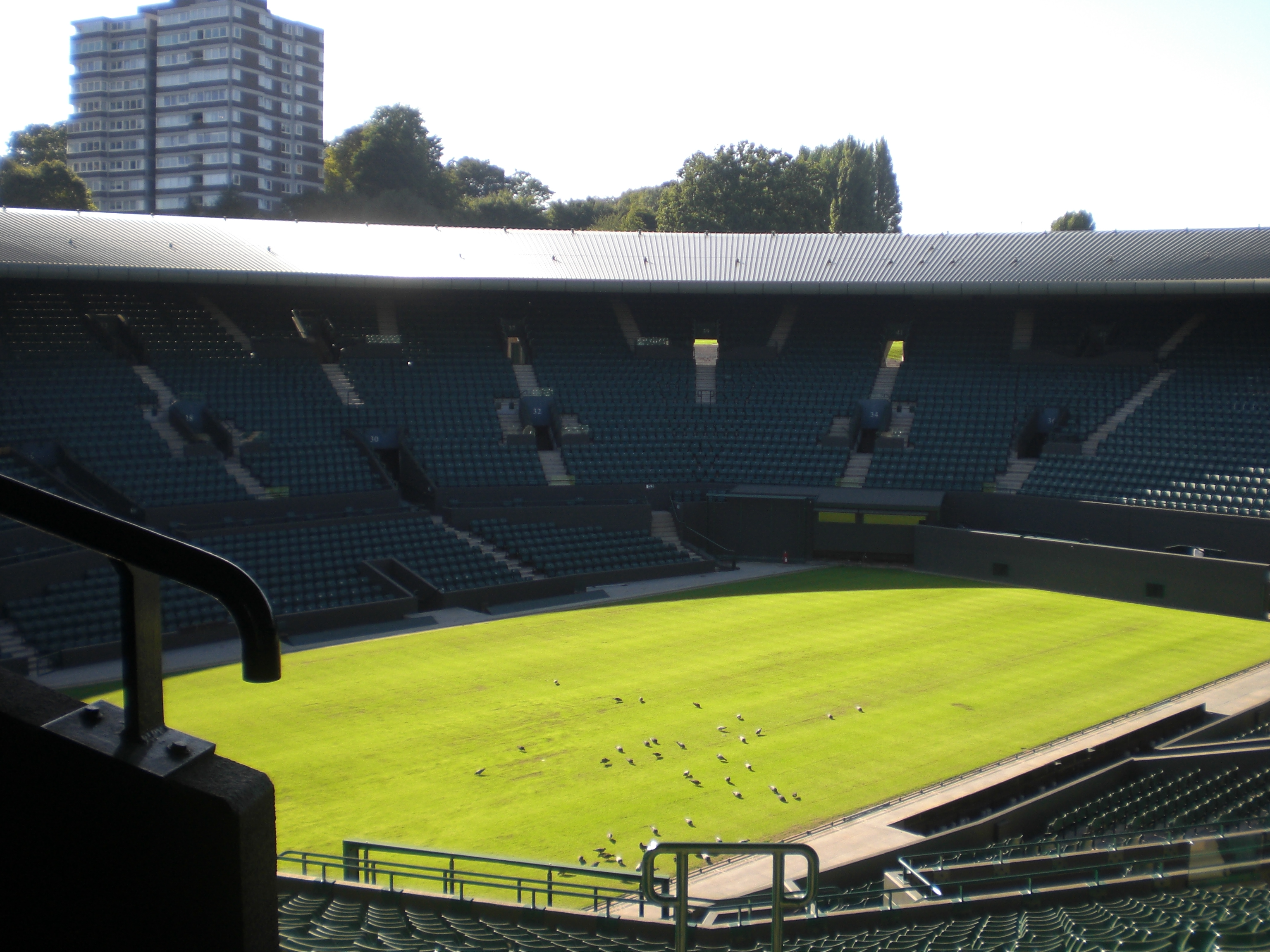
Корт № 1

Всеанглийский клуб лаун-тенниса и крокета (англ. All England Lawn Tennis and Croquet Club (AELTC), известен также как Всеанглийский клуб (англ. All England Club) или Уимблдонский клуб) — частный спортивный клуб, расположенный в лондонском районе (дистрикте) Уимблдон, в Англии. Наиболее известен тем, что на его кортах проводится Уимблдонский турнир по теннису, старейший из четырёх турниров Большого шлема и единственный проводящийся на травяных кортах. Клуб также был местом проведения теннисного турнира IV Олимпийскиx игр и второй раз, более чем через сто лет — теннисного турнира XXX Олимпийскиx игр.
В клубе 375 постоянных, полноправныx члена (300 мужчин и 75 женщин), новые постоянные члены принимаются в него только после смерти одного из действующих членов, и в списке ожидания около 800 кандидатов. Кроме того, в клубе состоят 100 временных членов с правом играть на его кортах, а также некоторое число почётных членов. Постоянные члены, помимо права пользоваться кортами и другими услугами клуба имеют привилегию на приобретение двух билетов на каждый из дней Уимблдонского турнира. Почётное членство предоставляется ограниченному кругу лиц советом клуба, в частности победителям Уимблдонского турнира. Для приёма в клуб необходимы рекомендации четырёх постоянных членов, при этом двое из них должны знать соискателя лично не менее трёх лет. После предоставления соответствующих рекомендаций соискатели включаются в список кандидатов и ожидают, пока в клубе не образуется вакантное место члена.
Патроном клуба с 2016 года является Кэтрин, принцесса Уэльская — супруга наследника британского престола принца Уильяма. Полномочия ей переданы бывшим патроном, королевой Елизаветой II. Президент клуба — принц Эдвард, герцог Кентский.
Основан в 1868 году в качестве крокетного клуба, под названием «Всеанглийский клуб крокета». Первый турнир по крокету был проведён в 1870 году. В 1875 году одна из крокетных лужаек была выделена для игры в теннис, в 1877 году был проведен первый Уимблдонский турнир в одиночном разряде, в том же году клуб стал называться «Всеанглийский клуб крокета и лаун-тенниса». К 1882 году теннис стал основной специализацией клуба и упоминание о крокете было убрано из названия. В 1889 году, в дань традиции, упоминание было восстановлено и название приобрело современный вид — «Всеанглийский клуб лаун-тенниса и крокета».
В настоящее время клуб располагает 19 турнирными и 16 тренировочными травяными кортами, а также некоторым количеством кортов с грунтовым покрытием. Центральный корт представляет собой стадион на 15 000 мест, в 2009 году была построена раздвигающаяся крыша, которая позволяет проводить матчи на центральном корте в любую погоду.